# Honokaa
Honokaa (graphie hawaïenne : Honokaʻa) est une census-designated place du comté d'Hawaï, à Hawaï, aux États-Unis. Sa population s’élevait à 2 258 habitants lors du recensement de 2010.

## Démographie
| Groupe            | Honokaa | Hawaï | États-Unis |
| ----------------- | ------- | ----- | ---------- |
| Métis             | 33,8    | 23,6  | 2,9        |
| Blancs            | 24,2    | 24,7  | 72,4       |
| Asiatiques        | 35,9    | 38,6  | 4,8        |
| Océaniens         | 5,1     | 10,0  | 0,2        |
| Autres            | 0,7     | 1,3   | 6,2        |
| Afro-Américains   | 0,2     | 1,6   | 12,6       |
| Amérindiens       | 0,1     | 0,3   | 0,9        |
| Total             | 100     | 100   | 100        |
|                   |         |       |            |
| Latino-Américains | 11,5    | 8,9   | 16,7       |

Selon l'American Community Survey pour la période 2011-2015, 69,71 % de la population âgée de plus de 5 ans déclare parler l'anglais à la maison, 16,69 % une langue polynésienne (principalement l'ilocano), 10,69 % le tagalog, 0,67 % le portugais, 0,58 % le japonais et 0,36 % une autre langue.
| 2000  | 2010  | - | - | - | - |
| ----- | ----- | - | - | - | - |
| 1 659 | 2 258 | - | - | - | - |

## Source
- (en) Cet article est partiellement ou en totalité issu de l’article de Wikipédia en anglais intitulé « Honokaa, Hawaii » (voir la liste des auteurs).